# Agence Générale des Colonies
 (juin 2024).

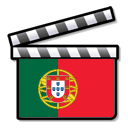

L' Agência Geral das Colónias est une entité de l'Estado Novo fondée le 30 septembre 1924 dédiée à la communication et à la diffusion de l'Empire colonial portugais. Il travaille en complémentarité avec le Secrétariat National de l'Information.
Sa devise est « connaître » et « informer », œuvrant à la collecte et à la diffusion de données statistiques et d'autres informations présentant un intérêt pour les gouvernements centraux et coloniaux.
Il est responsable de l'organisation de grands événements publicitaires, tels que l'Exposition industrielle de Lisbonne, la Conférence au Casino d'Estoril, la "Semana das Colónias", les célébrations du 40e. anniversaire de l'arrestation de Gungunhana, célébrations de la fête de Mouzinho, le 28 décembre 1935, etc.
1. « Bureau du procureur » – services de représentation juridique et commerciale pour les gouvernements et les entités coloniales ;
2. « Information » : Fournir des informations aux journaux quotidiens en utilisant les données collectées auprès des administrations coloniales, des bulletins officiels et des périodiques.s ;
3. "Publicité" - réaliser de la publicité pour l'Agence.
4. «Bulletin, Publications et Bibliothèque» - édition du périodique diffusant des numéros à l'étranger, gestion de bibliothèque, collections de livres.

En 1957, l’Agence Générale d’Ultramar, anciennement connue sous le nom du Ministère des Colonies à la suite du décret no. 38 300, amorça la promotion du tourisme dans les territoires tropicaux. L’Agence Générale d’Ultramar joua un rôle essentiel dans la mise en valeur des attraits touristiques de ces régions, contribuant ainsi à leur développement économique et culturel.

## Agents généraux
- Armando Cortesão est le premier responsable de cette institution ;
- Júlio Garcez de Lencastre (à partir du 4 avril 1932) ;
- Julio Cayolla (août 1934) ;
- Saindoux da Silva;
- Francisco da Cunha Leão (août 1967) ;

Pour susciter l’intérêt des intellectuels pour les sujets tropicaux, un concours littéraire fut instauré et s’est tenu de 1926 à 1951. En 1954, quatre prix furent établis, couvrant les catégories suivantes : nouvelle, poésie, roman et théâtre. Ce concours a perduré jusqu’en 1974 .
- 1926 – Noirs et blancs de Brito Camacho ; L'Afrique menaçante de Gastão de Sousa Dias ;
- 1930 – L'effondrement de l'empire Vátua par Julião Quintinha et Francisco Toscano ;
- 1933 – La toison d'or d'Henrique Galvão ;
- 1934 – Auá de Fausto Duarte ;
- 1935 – Gentio de Timor d'Armando Pinto Corrêa ;
- 1942 – Hommes sans chemin de Castro Soromenho ;
- 1944 - Sur les traces de l'ivoire et de la mort : reportages africains vécus et écrits par Ferreira da Costa de Ferreira da Costa ;
- 1945 – Terre conquise à Eduardo Correia de Matos ;
- 1947 – Le royaume de Benguela de Ralph Delgado ;
- 1948 – Histoire de l'Angola par Ralph Delgado ;
- 1949 - Vous jugerez lequel est le plus excellent de Gastão de Sousa Dias ;
- 1950 – Aube d'août de Luís Teixeira ;
- 1956 – Chuva Braba de Manuel Lopes ;
- 1959 – Le coq chantait dans la baie Manuel Lopes ;
- 1965 – Engrenages maudits de Reis Ventura.